# Bíborkadarka
A bíborkadarka a szőlőfélék (Vitaceae) családjába, a bortermő szőlőkhöz tartozó magyar nemesítésű vörösborszőlő-fajta. Kozma Pál és Tusnádi József nemesítette kadarka és a muscat bouschet keresztezésével 1948-ban a Kertészeti Egyetemen. Állami minősítést 1974-ben kapott, terjedése mérsékelt ütemű, mai napig ritkaságnak számító fajta.

## Termőterületei
E fajtát a Kunsági és az Egri borvidéken is több mint 40 hektáron termesztik. Emellett a Szekszárdi, a Villányi, a Mátrai és a Tolnai borvidéken fordul elő nagyobb arányban.

## Leírása
Tőkéje nagyon intenzív növekedésű, erős vesszőzetű, sűrű lombozatú, ezért zöldmunka-igényes fajta. Fürtje középnagy (120 g), közepesen tömött vagy tömött, vállas, gyakorta nagyobb mellékfürttel. Bogyói kicsik, gömbölyűek, sötétkékek, hamvasak, vastag héjúak, lédúsak, festőlevűek. Hosszú tenyészidejű, késői érésű fajta; október elején, kb. 16 mustfokkal lehet szüretelni. Kifejezetten fagyérzékeny, rothadásra közepesen hajlamos.
A túlterhelést nehezen viseli, a zöldszüretet meghálálja.
Bora színanyagban gazdag – sötét rubinszínű, savas. A vörösborok színének javításához érdemes felhasználni.